# Білинська Марія Леонтіївна
Марія Леонтіївна Білинська (28 листопада 1912, м. Чернівці — 28 вересня 1996, м. Львів) — український музикознавець, педагог, доцент, кандидат мистецтвознавства (1968). Член Спілки композиторів України (1973).

## Життєпис
Навчалася в жіночій гімназії «Рідної школи» м. Коломиї.
1937 року закінчила музичний і філологічний факультети Львівського університету. Працювала викладачем музично-теоретичних дисциплін у музичній школі та іноземних мов у середній школі (1937–1941, 1944–1948, м. Коломия).
Від 1948 — викладач музичної літератури у Львівській музичній школі; згодом у Львівській консерваторії: старший викладач (1948), доцент (1969), завідувач кафедри іноземних мов (1954—1964, за сумісництвом).
Член правління (1972—1978) та ревізійної комісії (1979) Львівської організації Спілки композиторів України.
У 1988—1989 роках була ініціатором відновлення НТШ у Львові.

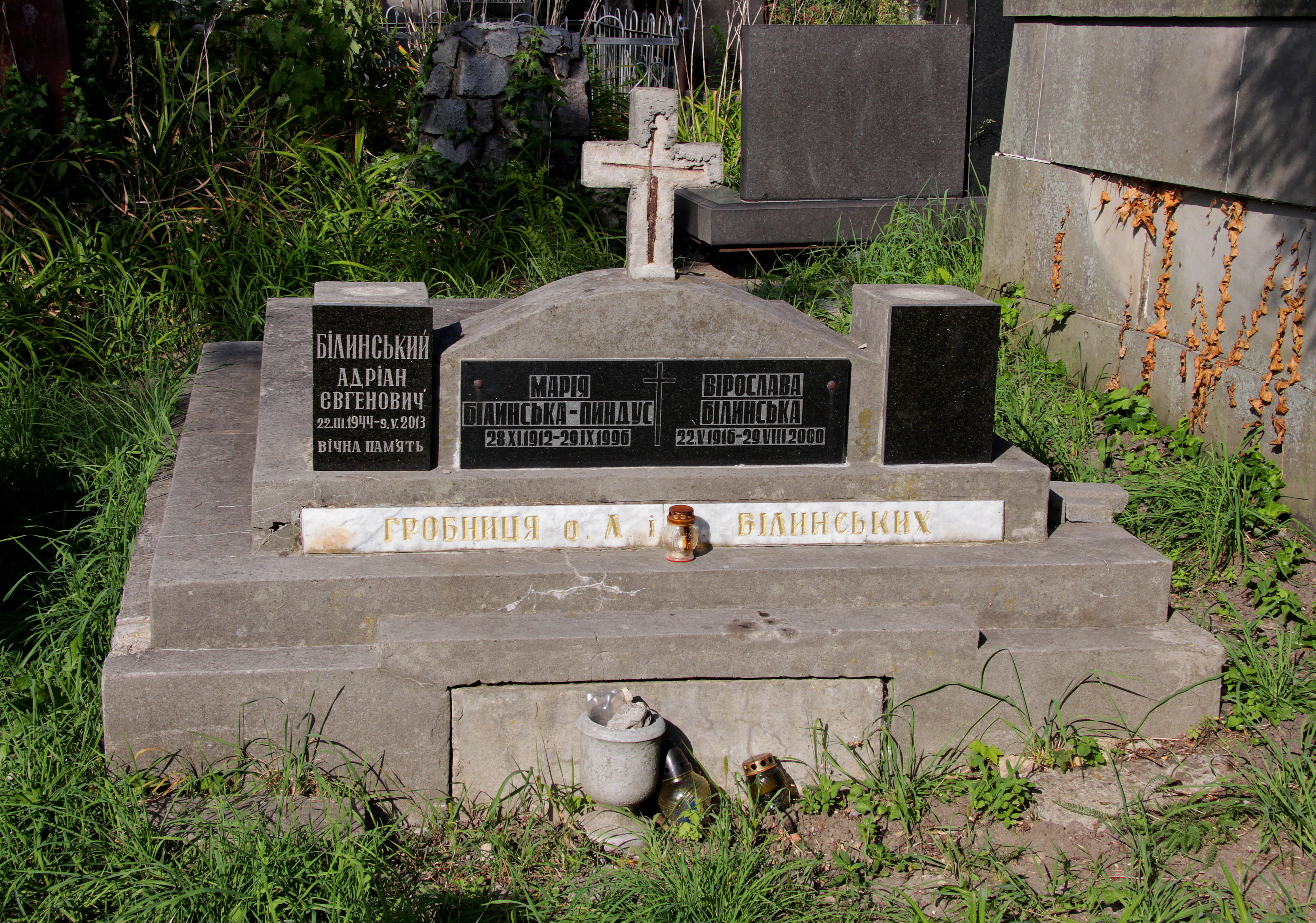

Померла 28 вересня 1996 року у Львові. Похована на 32 полі Янівського цвинтаря.

## Доробок
Досліджувала розвиток української музики в західних областях України у 19 ст. Є автором спогадів про Соломію Крушельницьку.